# Le Congrès des rois
Vous lisez un « article de qualité » labellisé en 2016.
Le Congrès des rois est un opéra-comique en trois actes et en prose mêlée d'ariettes dont le livret est écrit par Ève Demaillot et les airs sont confiés à douze musiciens. Il est créé le 8 ventôse an II (26 février 1794) au théâtre de l'Opéra-Comique national, rue Favart.
Il ne reste presque rien de cette œuvre de circonstance, réalisée en quarante-huit heures lors de la Terreur, à la demande du Comité de salut public. Elle est rejetée par le public. Selon un protagoniste, la diversité des compositeurs — dont Grétry, Méhul, Dalayrac, Cherubini — entraîne peut-être un manque d'harmonie.
Les modalités de son interdiction après deux représentations font date. Par décret du 13 janvier 1791, l'Assemblée nationale constituante abroge, au nom de l'égalité et de la liberté d'expression, tout obstacle aux représentations théâtrales. Les trois salles parisiennes, bénéficiant auparavant d'un privilège royal, deviennent trente-six. Mais le régime de la Terreur impose un revirement politique. Considérant l'art lyrique comme un mode d'expression, le Comité de salut public ne peut pas laisser se développer sans contrôle « une pratique culturelle largement dominante à cette époque » et potentiellement défavorable pour la Révolution. Sous son influence, la Convention nationale montagnarde adopte le décret du 2 août 1793 qui rétablit la censure.
À l’occasion de la représentation du Congrès des rois, le conseil général de la Commune de Paris passe outre ses prérogatives, interdisant une œuvre pourtant ordonnée par le Comité de salut public. Il saisit cette occasion pour s'octroyer le droit de censurer toutes les pièces, avant même leur diffusion. Ce premier interdit de représentation illustre la rivalité qui s’exerce entre les deux instances républicaines pour assurer le pouvoir exécutif.

## Circonstances

### Ambiance politique
Depuis mai 1793, le Comité de salut public possède une équipe de 170 agents secrets. Ces derniers doivent lui rapporter l'état de l'opinion publique relativement aux idées et aux objectifs révolutionnaires. Le 2 août 1793, un fonds secret est créé pour influencer la population. Celui-ci permet de financer la presse et d'encourager une certaine forme d'expression artistique — cette dernière agit sur les illettrés. Un des objectifs de cette propagande est de présenter la coalition des souverains d'Europe, provoquée par l'exécution de Louis XVI et la tentative d'exportation des idées révolutionnaires, comme une ignominie.
Ainsi, le 11 janvier 1794, le Comité confirme une de ses commandes en avançant mille livres à Barnabé Augustin de Mailly pour son estampe Congrès des rois coalisés, ou les Tyrans (découronnés),.
Un peu plus tard, « en mai 1794, un arrêté appelait les poètes et les littéraires à célébrer les principaux événements de la Révolution. » Ainsi, « le « peuple naïf et illettré » a donc dû puiser ses connaissances et sa ferveur populaire. »

### Exigence du pouvoir
Dans cette ambiance, où les représentations sont de circonstance, Le Congrès des rois est porté sur scène. Grétry, l'un des compositeurs, rappelle que ce drame révolutionnaire « fut mis en musique en deux jours par tous les compositeurs de Paris. Le redoutable Comité de salut public en donna l’ordre ». En effet à l’époque de la Terreur, la crainte d’être dénoncé pour ne pas s’être conformé à une commande du Comité de salut public est très présente. Chacun sait que « le Tribunal révolutionnaire comprend un bureau spécialement chargé de recevoir les dépositions des dénonciateurs bénévoles. » Or, à l’issue d’un procès sommaire, celui-ci décide l’acquittement ou la peine capitale. Donc les compositeurs s’exécutent et mettent les airs et leurs noms dans deux bonnets rouges puis procèdent à un tirage au sort pour se les attribuer.

## Œuvre

### Argument

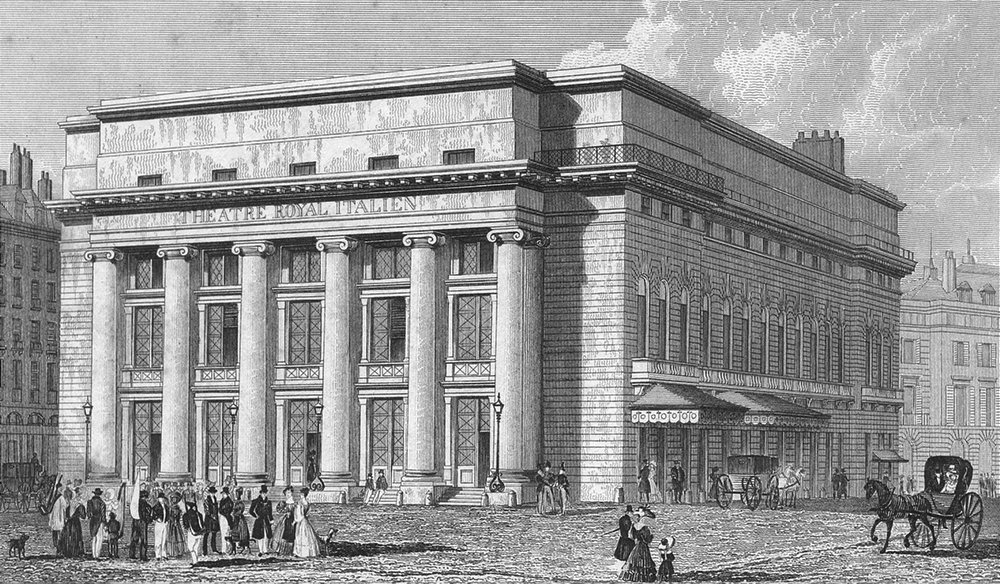
Théâtre de l’Opéra-Comique national, lieu de création de l'œuvre.

Cet opéra-comique raconte une rencontre imaginaire entre des monarques, à la cour du roi de Prusse, pour partager la France.
Parmi les participants figurent l'empereur François Ier d'Autriche, un représentant de « la Catau du Nord » — Catherine II de Russie — les rois d'Espagne, de Sardaigne, de Naples et celui d'Angleterre accompagné de son ministre William Pitt. Le pape Pie VI envoie Cagliostro pour parler en son nom,.
Mme Cagliostro engage six femmes, ennemies de la tyrannie, pour employer leurs charmes à l'encontre des « six bandits couronnés ». Cagliostro, secrètement partisan de la France, manipule les autres protagonistes. Ainsi il les « réunissait dans un salon obscur, les plaçait dans des cruches, et leur faisait voir des ombres ainsi que des troupes de sans-culottes […]. Parmi les ombres se trouvait Marat. » Ces fantômes prédisent une révolution dans laquelle la raison et la liberté triomphent sur l'erreur et la tyrannie. Les têtes couronnées sont effrayées mais l'une d'entre elles console les autres en précisant : « Heureusement, ce ne sont que des ombres. »
Au troisième acte, le Congrès a finalement lieu et la France, bien que pas encore conquise, est partagée province par province. Mais, dans un brusque bruit de canons, des patriotes français arrivent dans le palais. Les rois, « qui délibéraient accroupis dans des cruches » fuient puis reviennent coiffés d'un bonnet rouge en criant « Vive La République ! » et chantent La Carmagnole ce qui leur permet de s'échapper. Les Français plantent un arbre de la liberté puis font un feu de joie des symboles de l'ancien Régime, dansent et chantent à la gloire de l'éveil du peuple et la chute de la tyrannie.

### Treize compositeurs
La presse de l'époque rend compte de la date, du lieu de création et du nombre de compositeurs. À la fin du XIXe siècle, Arthur Pougin indique avoir « consulté à ce sujet les registres manuscrits de l'ancienne Comédie-Italienne, qui relatent, avec tous leurs détails les spectacles de chaque jour » ce qui lui permet de donner les noms d'un librettiste et de douze musiciens soit treize compositeurs.
Le librettiste Ève Demaillot, bien qu’il soit peu connu de la scène parisienne, est probablement retenu par le Comité de salut public en raison de son passé de comédien, de quelques pièces secondaires et surtout parce qu'il se fait remarquer au Club des jacobins. L’Administration de police le décrit à la Commune de Paris comme un « patriote dont le civisme est connu ».
Pas moins de douze musiciens, retenus par le Comité de salut public, sont nécessaires pour composer la musique en quarante-huit heures. « La collaboration musicale [qui] n’en reste pas moins un fait rare » est constamment soulignée à propos de cette œuvre. Certains sont déjà très connus tel André Grétry avec notamment son fameux Richard Cœur de Lion, d’autres semblent anonymes tel Trial fils mais le père de ce dernier, membre de la municipalité de Paris et nommé officier d’état civil, embrasse les idées révolutionnaires. Ces artistes sont :
- Henri-Montan Berton ;
- Frédéric Blasius ;
- Luigi Cherubini ;
- Nicolas Dalayrac ;
- François Devienne ;
- Prosper-Didier Deshayes ;
- André Grétry ;
- Louis Emmanuel Jadin ;
- Rodolphe Kreutzer ;
- Étienne Nicolas Méhul ;
- Jean-Pierre Solié ;
- Trial fils.

### Devenir du livret et de la partition
Le livret et la partition n'ont pas été retrouvés. En absence de musique, texte et indications de mise en scène, l'œuvre peut être partiellement reconstituée à partir des comptes-rendus des quotidiens, des almanachs et des mémoires laissés par les compositeurs et les spectateurs contemporains.
Seul le duo « Le roi défunt s'offre à mes yeux » (no 3) d'Henri-Montan Berton a été conservé sous forme de manuscrit à la Bibliothèque nationale de France. Par ailleurs, Grétry indique que la composition de l'ouverture, confiée à Frédéric Blasius, commence par l'air « Ô Richard, ô mon roi » extrait du premier acte de son Richard Cœur de Lion. Ceci provoque l'hostilité de l’assistance, la pièce étant proscrite pendant la Révolution, mais l'orchestre entonne ensuite le refrain de La Marseillaise,.
Selon Antoine-Vincent Arnault, à un moment non précisé, le roi d'Angleterre chante en pêchant la grenouille — un coup de basson met un terme aux vers incomplets, :
| I « Je suis roi d'Angleterre, J'm'en… Je suis roi d'Angleterre, J'm'en… On dit qu'mon peuple meurt de faim, Pour moi, quand j'ai le ventre plein, Je m'en ris. » | II « Nous n'faisons rien qui vaille, J'm'en… D'main nous livrons bataille, J'm'en… J'ai dit de vaincre à mes soldats. Tant pis pour eux s'ils ne l'font pas, Je m'en ris. » | III « Un congrès d'rois s'assemble, J'm'en… L'un a peur, l'autre tremble, J'm'en… On prétend que tout est perdu : L'ami Pitt sera donc pendu ! Je m'en ris. » |

## Deux censures

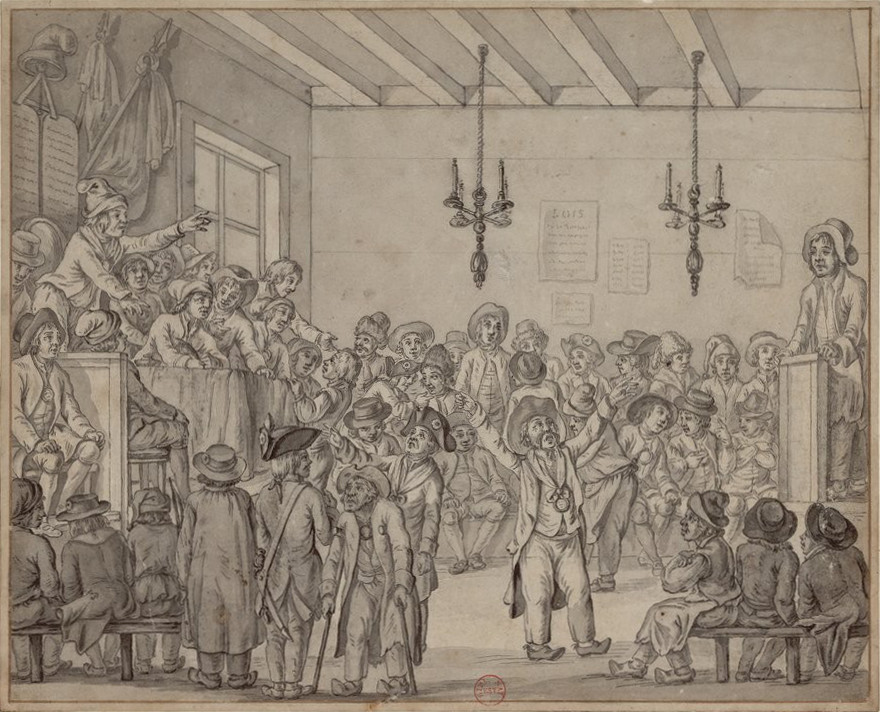
Comité révolutionnaire. Barrucaud appartient à celui de l'Arsenal. 1793.

La première censure vient du public. Cette satire dirigée contre les « ennemis de la France » n'est jouée que deux fois, car, indique Grétry, « cette pièce, dont la musique ressemblait assez à l’habit d'Arlequin, ne réussit pas, ». Lors des représentations « les coups de sifflet les plus aigus et les plus redoublés se sont fait entendre[…] ».
La seconde censure est le fait du pouvoir exécutif. L'opéra est dénoncé par le citoyen Barrucaud, membre du comité révolutionnaire de l'Arsenal, au conseil général de la Commune de Paris du 1er mars 1794 au motif qu'il défend des idées contre-révolutionnaires. La représentation de Cagliostro en tant que « patriote » et républicain vertueux est jugée comme scandaleuse, et la présence de « l'immortel Marat » dans la procession des fantômes comme irrespectueuse,.
Une enquête de police est alors maintenue bien que Demaillot « envoie au conseil sa justification ». Jean Baudrais confirme les faits mais justifie l’autorisation favorable de représentation car les valeurs de « fondateur, défenseur et martyr de la République » de Marat sont défendues par Demaillot au second acte. Par ailleurs, sur ordre de l'administration de Police, l’auteur a transformé à la seconde représentation l’aristocrate Cagliostro en un médecin du Pape, Laurenzo. Enfin, le rapporteur juge possible de mettre en scène des rois s'ils sont « peints bas, petits, crapuleux, poltrons » et il pense que la scène des cruches répond à cette exigence.
Au cours de cette séance Chaumette, procureur syndic de la commune de Paris, repousse ces arguments. Ainsi Baudrais, administrateur de la police — affecté avec Froidure à la surveillance des théâtres —, précise trois jours plus tard, le 17 mars 1794, en marge du rapport que sur décision du conseil général la représentation de l'opéra est interdite.

## Censure révolutionnaire et théâtres
Dans le principe l'Assemblée nationale constituante, donc « la Révolution, libère le théâtre (loi du 13 janvier 1791) : plus de monopoles selon les salles, plus de censure ». Il s'agit d'abolir d'une part le monopole des trois théâtres privilégiés — privilège nécessaire aux représentations accordé notamment au théâtre de l'Opéra-Comique — et d'autre part la censure dite d'Ancien Régime. Cependant il apparait que cette « école du peuple » doit véhiculer uniquement des idées révolutionnaires et favorables au régime. Ainsi lors de sa séance du 2 août 1793 la Convention nationale (dite montagnarde) « à l'initiative non pas du Comité d'instruction publique, mais bien du Comité de salut public » édicte un décret dont le second article « rétablit proprement la censure des théâtres, mais sans faire allusion au décret de 1791 » avec l’assurance que « Tout théâtre sur lequel seraient représentées des pièces tendant à dépraver l'esprit public, et à réveiller la honteuse superstition de la royauté, sera fermé, et les directeurs arrêtés et punis selon la rigueur des lois ». Le troisième article « stipule que l'application de ce décret voté par la Convention est confiée à nouveau à la municipalité de Paris. » Il revient donc à l’administration de Police, sans viser particulièrement les théâtres, de s’assurer qu’il n’existe pas de contre-révolutionnaire et qu’il n’y a pas d’atteinte à l’ordre public. Ceci ne provoque qu'a posteriori une éventuelle intervention sur les pièces. Néanmoins « les directeurs, intimidés et craignant autant pour leur vie que pour leur fortune, sollicitèrent l’examen de la police. »
Ainsi « la Révolution donne un coup d'arrêt brutal à l'art lyrique. » Il existe bien des pièces de circonstances, mais de qualité approximative même de la part d’auteurs alors considérés. De surcroît, « alors qu’un programme avait été annoncé […] le public faisant lui-même office de censeur ou certains spectateurs par contestation, obligent, en cours de séance, à changer le programme ». La désaffection du public provoque une absence de recettes. Ainsi, pour le théâtre de l’Opéra-Comique national « en 1794, sa dette se monte à plus d'un million ».

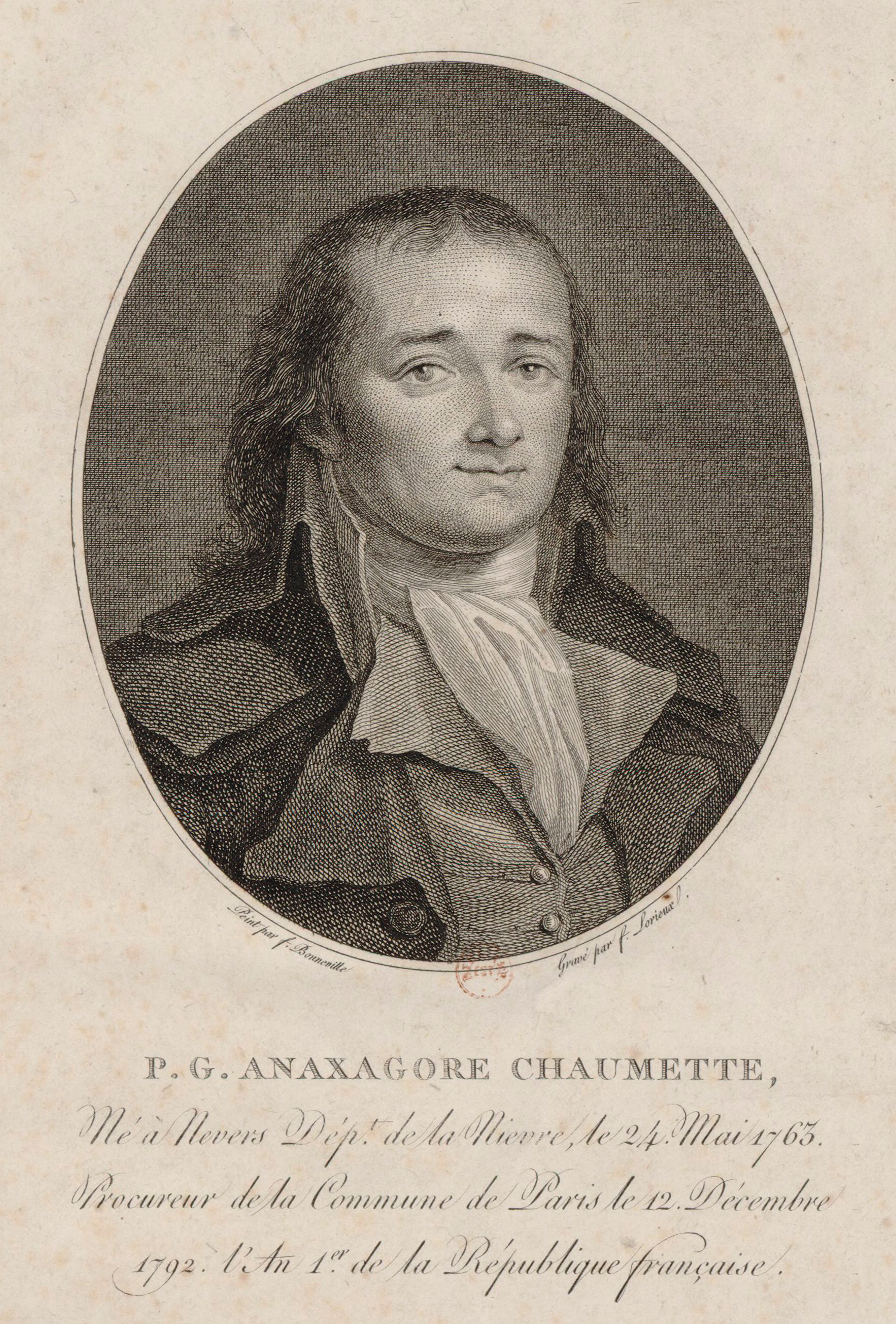
Pierre-Gaspard Chaumette. Procureur de la commune de Paris qui censure l’œuvre. 1796.

À l'occasion du rapport demandé pour Le Congrès des rois — accusé donc par certains d'être contre-révolutionnaire —, la police après un long exposé « termine en priant le conseil général de décider si elle doit continuer à examiner les pièces avant la représentation ».
Le conseil général de la Commune de Paris, sans prendre l'avis du Comité d'instruction publique ou du Comité de salut public de la Convention, répond par l'affirmative et institue non pas une censure mais une surveillance « tout fier d’avoir trouvé cette distinction digne de maîtres en casuistique ». Ainsi, il « arrête que l’administration de Police se conformera toujours au sage arrêté du Comité de salut public de la Convention, qui prescrit de surveiller l’esprit public, et non de censurer les pièces de théâtre, attendu qu’il ne doit pas y avoir de censeurs littéraires dans une République. » Or cette police lui est soumise puisque les décrets de la Convention des 2 août et 1er septembre 1793 accordent à la Commune de Paris « la police […] des théâtres de la capitale ».
Ainsi le conseil fait de cette représentation une occasion et désormais sans en référer aux instances exécutives de la Convention étend ses compétences de police. Il s'arroge le droit d'examiner systématiquement toutes les pièces avant leur diffusion et de les censurer. Ceci durcit une liberté des théâtres affichée mais déjà bafouée. Véritable rivale, la commune de Paris, forte de la journée du 10 août 1792, apparait bien comme un protagoniste du partage du pouvoir exécutif. Ceci n’est qu’un des nombreux épisodes qui oppose le conseil général de la commune à la Convention nationale. À terme la défaite du conseil explique que jusqu'en 2021 le maire de Paris est privé de tout pouvoir de police. Celui-ci revient au préfet représentant de l'État. Frédéric Lenormand peut alors écrire : « La situation que nous connaissons de nos jours est tributaire d’un affrontement qui eut lieu entre 1792 et 1795 entre la mairie et les députés ! ». Ce n'est qu'en 2021 que l'Assemblée nationale acte de nouveau la création d'une police municipale de Paris. Le 18 septembre 2021, celle-ci est effective.